# Supercoppa del Giappone 2022
La Supercoppa del Giappone 2022 si è disputata il 12 febbraio 2022 al Nissan Stadium di Yokohama e ha visto sfidarsi il Kawasaki Frontale, vincitore della J1 League 2021 e gli Urawa Reds, vincitori della Coppa dell'Imperatore 2021.
A conquistare il trofeo sono stati gli Urawa Reds, che sono riusciti a conquistare il trofeo per la seconda volta nella loro storia, grazie alla doppietta di Ataru Esaka.
L'arbitro dell'incontro è stato il signor Hiroki Kasahara.

## Tabellino
| Arbitro: | Hiroki Kasahara |

|  |           |               |
|  | Marcatori | Esaka 7’, 81’ |

| Kawasaki Frontale | Urawa Red Diamonds |

| P               | 1  | Jung Sung-ryong      |  |     |
| D               | 13 | Miki Yamane          |  |     |
| D               | 5  | Shōgo Taniguchi      |  |     |
| D               | 7  | Shintarō Kurumaya    |  |     |
| D               | 2  | Kyōhei Noborizato    |  |     |
| C               | 6  | João Schmidt         |  | 46’ |
| C               | 14 | Yasuto Wakizaka      |  | 71’ |
| C               | 10 | Ryōta Ōshima         |  | 82’ |
| C               | 41 | Akihiro Ienaga       |  |     |
| C               | 18 | Chanathip Songkrasin |  | 77’ |
| A               | 9  | Leandro Damião       |  | 71’ |
| A disposizione: |    |                      |  |     |
| P               | 27 | Kenta Tanno          |  |     |
| D               | 31 | Kazuya Yamamura      |  |     |
| C               | 3  | Kōki Tsukagawa       |  | 82’ |
| C               | 16 | Tatsuki Seko         |  | 71’ |
| A               | 11 | Yū Kobayashi         |  | 77’ |
| C               | 20 | Kei Chinen           |  | 71’ |
| A               | 23 | Marcinho             |  | 46’ |
| Allenatore:     |    |                      |  |     |
| Toru Oniki      |    |                      |  |     |

|                          |    |                   |  |     |
|                          |    |                   |  |     |
| P                        | 1  | Shūsaku Nishikawa |  |     |
| D                        | 2  | Hiroki Sakai      |  |     |
| D                        | 4  | Takuya Iwanami    |  |     |
| D                        | 28 | Alexander Scholz  |  |     |
| D                        | 6  | Kazuaki Mawatari  |  |     |
| C                        | 19 | Ken Iwao          |  |     |
| C                        | 14 | Takahiro Sekine   |  | 86’ |
| C                        | 22 | Kai Shibato       |  |     |
| C                        | 3  | Atsuki Itō        |  | 82’ |
| C                        | 15 | Takahiro Akimoto  |  | 82’ |
| A                        | 33 | Ataru Esaka       |  | 86’ |
| A disposizione:          |    |                   |  |     |
| P                        | 12 | Zion Suzuki       |  |     |
| D                        | 13 | Tomoya Inukai     |  | 86’ |
| D                        | 20 | Tetsuya Chinen    |  |     |
| D                        | 24 | Yūta Miyamoto     |  | 86’ |
| C                        | 25 | Kaiyo Yasui       |  |     |
| C                        | 40 | Yūichi Hirano     |  | 82’ |
| A                        | 27 | Kai Matsuzaki     |  | 82’ |
| Allenatore:              |    |                   |  |     |
| Ricardo Rodríguez Suárez |    |                   |  |     |